# Pelagodes maipoensis
Pelagodes maipoensis (voorheen geplaatst in het geslacht Thalassodes) is een nachtvlinder uit de familie van de spanners (Geometridae). De soort komt voor in het Oriëntaals gebied.